# 韋宗成
韋 宗成（ウェイ・ヅォンチェン、1982年1月23日 - ）は台湾の漫画家。ウェブコミックのプラットフォーム「創意漫画大乱闘（繁体字中国語: 創意漫畫大亂鬥）」管理人で、桃園市に拠点があるゲーム会社の未来数位が社内に設置した漫画部門で商業コミックに進出すると2009年のデビュー作「馬皇降臨」や「冥戦録」で国内の漫画賞（金漫奨）を獲得するなど台湾漫画界で頭角を現している。
その後も未来数位漫画部門が拡大した漫画スタジオを拠点に活動を展開しているが、商業雑誌進出後もFancy Frontier 開拓動漫祭などの同人即売会への参加は続けている。
台湾でのネット上の話題について調査分析、ランキングを行うオンライン調査サイト「DailyView 網路温度計」による「台湾の漫画家ランキング」（調査期間は2017年4月から1年）では首位を獲得している。

## 経歴
1982年、新竹で出生、その後台北県三峡鎮（現・新北市三峡区）で育つ。
- 台北県立三峡国民中学（中国語版）[8]
- 台北県私立復興高職（現・新北市復興商工（中国語版））→桃園県私立至善高級中学（現・桃園市私立至善高中（中国語版）（2000年卒業[9]）
- 樹徳科技大学（2004年卒業[10]）

高校在学中の2000年から自身の創設したウェブコミックプラットフォーム『創意漫画大乱闘』で短編、長編の連載漫画や4コマ漫画、ショートフィルムを創作していた。
2007年、馬関条約後に清朝から大日本帝国へ割譲される前の台湾を舞台とし、台湾客家人の抗日英雄呉湯興を主人公とした作品『八卦山』を発表。外国人に土地を強奪される台湾人の悲哀を描いた台湾映画『一八九五』のコミカライズともいわれ、3年がかりでの大作となった。
2009年、漫画部門へ進出した未来数位で自身初の商業漫画となる『馬皇降臨』を発表。陳水扁と馬英九をモデルとした政治家の闘争を扱っている。2人のほかに実在政治家30人以上がモデルとなっている。台湾最大の同人即売会イベントである第14回Fancy Frontier 開拓動漫祭（FF14、以下FF○○と表記）とオンラインで単行本を同時発売。事前にマスメディアの報道で露出していたため多くの関心を集め、FFでも注目された。この作品以降、風刺漫画家としての作風を確立。
翌2010年の短編集『AV端指』では台湾の風俗産業を扱っている。独立した4部作だが風刺的表現で一貫している。前作「馬皇降臨」の影響で2月のFF15でもセールスは好調だった。
同年の連載単行本『冥戦録』では921大地震後の台湾社会を扱った。地震後に跋扈する妖怪退治のために台湾警察が結成した「黒日チーム」の超能力の使い手である主人公「陳 柏戎」が中華圏の伝統的守護神媽祖と同姓同名の少女「林 黙娘（リン・モーニャン）」と行動を共にする物語。韋は在学中の2000年から構想していた。主な舞台は新北市三峡区で、地域色が強調されている。（下記#林黙娘も参照）
『五都争霸』（2010年）は同年末の五直轄市地方選挙（台北・高雄の2市に合併と直轄市昇格が決まった台北県（新北市）・台中県市・台南県市の5都市）が舞台で、泛藍と泛緑の政治闘争が繰り広げられる各都市を萌え擬人化している。「馬皇降臨」を受け継いだ作風がまた注目を呼び、10月30日に台北市内の金石堂書店で初版が発売された。
『跳躍吧！大同萌会』（繁体字中国語: 跳躍吧！大同萌會、2012年）は清朝末期から中華民国初期を舞台に孫文がモデルとされる主人公「孫玟」が中国全土で革命を進めていく物語。FF19で発売された。
『新世紀国軍戦士』（2013年）は4コマ漫画で自身の兵役生活を元に中華民国国軍を風刺している。折りしも発売前に軍が洪仲丘事件を起こしたため、作品が時事を連想させたのか販売会場となったFF22では活況だった。
『六都争霸』（2014年）は五都争覇の続編で2014年中華民国統一地方選挙を題材に、直轄市昇格を果たした桃園市に加え、他の地方県市も萌え擬人化して一斉に登場している。10月のPF21（Petit Fancy）で販売開始。
『我的委員長哪有這麼萌（俺の委員長がこんなに萌えるわけがない）』は国民政府軍事委員会委員長蔣介石を主人公とし、美少年化された蔣介石が北伐を指揮した事績を描いている。オンラインのLINE WEBTOONで発表後、2015年に単行本が出版された。

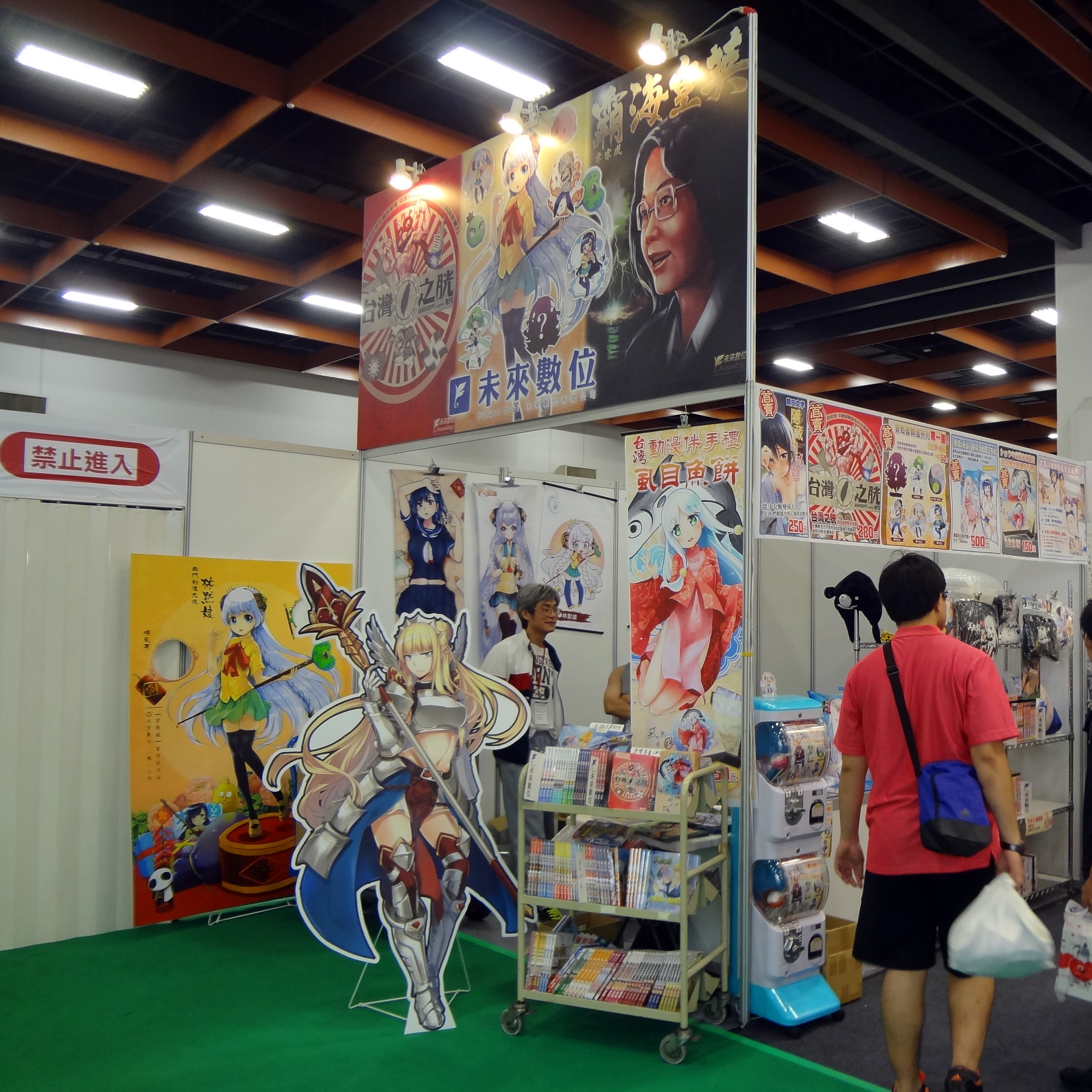
蔡英文を主人公とする『覇海皇英』を出品した未来数位のブース（看板右端。2016年8月漫画博覧会にて）

『覇海皇英』（2016年）はこの年に就任した中華民国総統蔡英文をヒロインとし、馬英九政権時の8年で起きた様々な事件を取り扱っている。蔡英文が美少女として描かれただけでなく、抱き枕が初回特典になったことで話題となり、FF28の販売ブースは活況だった。蔡英文の萌え化については日本の大和田秀樹も、覇海皇英と同じく実在の政治家がバトルを繰り広げる麻雀漫画ムダヅモ無き改革作中に女子高生の設定で登場させている。覇海皇英上梓後、蔡英文から作者の韋に中華民国総統府への招待状が届き、ネットでは国安局の出動か？と噂された。
2016年11月23日、未来数位漫画部門が発展した社内スタジオ「創漫工作室（Weicomic Studio）」に哈亜西（ハヤシ）、三色坊、紅豆子などの同業者とともに所属。漫画出版と同人活動、社外提携、海外展開に注力しているほか、スタジオから「パンツ拳」でジャンプスクウェア新人賞を獲得した漫画家Coinなどを輩出するなど後進育成にも取り組んでいる。
2017年11月24日、漢宝包（漢寶包）、左萱、AKRUなど数名の台湾人漫画家とともに訪日、東京で開催されていた海外漫画フェスタ2017でコミックカタパルト主催ライブ・ドローイングに参加したり、台北駐日経済文化代表処で座談会を行っている。

## 受賞歴
- 2007年 - 《八卦山》：国立編訳館優良漫画奨（中国語版）乙類で第3位[29]。
- 2010年 - 《馬皇降臨》：行政院新聞局第1回金漫奨（中国語版）[註 2]「最佳一般漫画類奨」ノミネート[30]。
- 2010年 - 《冥戦録》：第七屆金竜賞「最優秀少年漫画類」ノミネート、佳作[31]。
- 2011年 - 《冥戦録》：美猴奨 漫畫類ノミネート[32]。
- 2011年 - 《冥戦録》：国家教育研究院（中国語版）[註 3]優良漫画奨甲類で第2位[33]。
- 2012年 - 《冥戦録》：文化部第3屆金漫奨「最優秀少年漫畫類」奨で佳作[34]。
- 2014年 - 《冥戦録》：文化部第5屆金漫奨「最優秀原型設計奨」：林黙娘[35]。
- 2015年
  - 《六都争霸》：文化部第6屆金漫奨「単元漫画奨」と「原型設計奨」[36]。
  - 《冥戦録》7巻：文化部第6屆金漫奨「少年漫画奨」ノミネート[37]。
- 2016年 - 《冥戦録》8巻：文化部第7屆金漫奨「少年漫画奨」ノミネート[38]。
- 2018年 - 《冥戦録》天妃現世上卷：文化部第8屆金漫奨「最優秀少年漫画奨」[39][40]。

## エピソード
作品の宣伝を兼ねてユーチューバー的活動を頻繁に行っている。
- 台湾最大の掲示板PTT（批踢踢）で『wei0123』のIDで時折投稿している[41]。かつて馬皇降臨の海賊版をネット上で発見したが、PTTで自ら「感謝大大分享」（分享はシェアの意）とコメントを残している[42]。
- 漫画コンクール「未來盃華語漫画奨」の宣伝動画に出演し、「変態的魔術師」という異名で紹介されている[43]。
- 「新世紀国軍戦士」特典映像では自身が多数の役を演じている[44]。
- 2014年12月、自身のSNS（PlurkとFacebook）上で結婚を報告している[45]。現在は一児の父[46]。

### 林黙娘
林黙娘（林默娘、リンモーニャン）は冥戦録に登場するヒロインキャラクター。
2012年、未来数位と西門町のコラボレーションで、街のイメージキャラクターとして起用されることになった。翌年、正式に看板が掲げられ、台北天后宮と未来数位は林黙娘の護符を展開した。
2014年1月，日本の電子書籍レンタルサイト「Renta！」で冥戦録日本語版の流通を開始。日本の電子書籍プラットフォームで初めて登場した台湾の作品となった。
2015年8月、日本の著名なフィギュア原型師である宮川武とのコラボレーションが実現し、林黙娘フィギュアが登場している。
2015年10月、「REALITY FANTASY2模型展」で未来数位と開拓動漫祭が林黙娘フィギュア製作コンテストを共同開催、30作の入選作品が発表、期間中に展示された
2017年2月、台北ランタンフェスティバルで林黙娘が花車に採用されたが、その出来栄えは実物とは程遠く、ネット上で「邪神」と酷評される有様だった。原作者の韋はこれを7時間かけて自身で修正することにした。このときに得意のパロディを活かして自らを「匠」と称し、『大改造!!劇的ビフォーアフター』のOP曲『Inscrutable Battle』を用いたドキュメンタリー仕立ての動画『超級全能二次元改造王』を制作、シェアしている。林黙娘は台北ランタンフェスの目玉となった。その後、花車に対しては中華語文教育促進協会のフォーラムから「神聖な媽祖をAV女優に仕立てた」「蔡英文政権は日本を美化している」などと名指しの批判を受けたが、逆に市民から「林黙娘からAV女優を連想するほど協会のメンバーは普段からAVを鑑賞しているのか？」と批判されることになった。
5月には中華職棒兄弟エレファンツとのコラボレーションで球団を扱った短編漫画「After1029」を発表。
同年末に屏東県で開催された「屏東動漫節」では現地を訪れ希萌創意系列の同県ご当地キャラクターとともに作品が特別展示された。
2018年、メディアミックスとしてソーシャルゲームクイズRPG 魔法使いと黒猫のウィズともコラボレーションしている。また、台南市の萌え米プロジェクト「天妃平安米」のイメージキャラクターとしてパッケージデザインに使われている。

## 作品一覧
タイトルは全て繁体字表記。（商品番号は台湾の書店でISBNとして扱われているものに準拠するが、EANコードとして。）

### 長編単行本
冥戰錄
- 第一巻：《林默娘》 - 出版時期：2010年07月25日 出版発行：未来数位 EAN 4712568601105
- 第二巻：《三角湧》 - 出版時期：2011年5月7日 出版発行：未来数位 EAN 4712568600559
- 第三巻：《靈脈變》 - 出版時期：2011年10月10日 出版発行：未来数位 EAN 4712568600603
- 第四巻：《轉學生》 - 出版時期：2012年7月28日 出版発行：未来数位 EAN 4712568600788
- 第五巻：《千里眼》 - 出版時期：2013年1月30日 出版発行：未来数位 EAN 4712568600887
- 第六巻：《天妃現》 - 出版時期：2013年10月26日 出版発行：未来数位 EAN 4712568601044
- 第七巻：《靈脈決》 - 出版時期：2014年07月26日 出版発行：未来数位 EAN 4712568601112
- 第八巻：《修道士》 - 出版時期：2015年8月6日 出版発行：未来数位 EAN 4712568601297
- 第九巻：《追逐戰》 - 出版時期：2016年5月27日 出版発行：未来数位 EAN 4712568601631
- 第十巻：《月朔日》 - 出版時期：2018年10月30日 出版発行：未来数位 EAN 4712568602430
- 第十一巻：《證天道》 - 出版時期：2019年7月27日 出版発行：未来数位 EAN 4712568602645

#### リメイク版
- 《天妃現世》上巻 - 出版時期：2017年12月24日 出版発行：未来数位 EAN 4712568602133
- 《天妃現世》下巻 - 出版時期：2018年2月10日 出版発行：未来数位 EAN 4712568602188

### 短編単行本
- 《馬皇降臨》（全一巻） - 出版時期：2009年7月25日 出版発行：未来数位 EAN 4712568600351
- 《AV端指》（全一巻） - 出版時期：2010年2月20日 出版発行：未来数位 EAN 4712568600399
- 《五都爭霸》（全一巻） - 出版時期：2010年10月30日 出版発行：未来数位 EAN 4712568600504
- 《跳躍吧！大同萌會》（全一巻） - 出版時期：2012年2月4日 出版発行：未来数位 EAN 4712568600689
- 《新世紀國軍戰士》（全一巻） - 出版時期：2013年7月27日 出版発行：未来数位 EAN 4712568600962
- 《六都爭霸》（全一巻） - 出版時期：2014年10月25日 出版発行：未来数位 EAN 4712568601174
- 《我的委員長哪有這麼萌》 - 出版時期：2015年10月24日 出版発行：未来数位 EAN 4712568601426
- 《霸海皇英》（全一巻）  - 出版時期：2016年8月27日 出版発行：未来数位 EAN 4712568601747
- 《宗成與天兵太太：台灣漫畫家夫妻的育兒日常》 - 出版時期：2020年2月1日 出版発行：未来数位 EAN 4712568603109
- 《台灣爭霸～2020頂上決戰～》（下記2020台灣爭霸の単行本化） - 出版時期：2020年5月20日 出版発行：未来数位 EAN 4712568603321

### ウェブ連載
- 《我的委員長哪有這麼萌》 - LINE WEBTOON
- 《2020台灣爭霸 X 韋宗成》 - 壱傳媒（2019年5月より有料で開始[66]。覇海皇英と同じテイストで2020年中華民国総統選挙を題材にしている。）

### ウェブコミック
- 《八卦山》2007年[67]
- 《CD+-RRR》 - 2009年1月[68]（のちに《AV端指》へ収録する形で単行本に）
- 《我的妹妹是弟弟》 - 2013年1月[69]

### 合同誌
- 《雪林永夜》[70] - 絵師：梨月 出版時期：2008年2月
- 《春幻永夜》[70] -  絵師：珍綠 出版時期：2009年2月

### 映像作品
- 新世紀國軍戰士特典映像-《兩光園地》[46]

### 他
- 2004年 - 創漫小劇場（挑戦者月刊2004年5月号[71]）
- 2011年 - 台北國際書展100%幸福紀念特別編[72]
- 2017年5月27日 - 中華職棒兄弟エレファンツのアニメデーにて球団を扱ったコラボレーション漫画《AFTER 1029》を発表[73][74]、始球式でマウンドにも立っている[75]。
- 2018年
  - 8月16日 - 冥戰錄外傳～翼動的鳳凰（東立出版社刊行の冥戦録小説版。イラストは韋が担当。） ISBN 9789572615591
  - 9月10日 - 国内のゲーム運営企業「遊戯新幹線（中国語版）」がライセンスを取得した、中国発のソーシャルゲーム『龍戦四方』を「馬皇降臨」や「覇海皇英」に準じたキャラクターの政治バトルにアレンジした台湾版でキャラクターデザインを担当[76][77]。

### 註釈
1. ↑  現在の新竹県か新竹市かは不明。現・新竹市は韋が出生した年の7月以前は新竹県に属する県轄市だった。
2. ↑  文化部金漫奨の前身
3. ↑  国立編訳館の後身